# Bishops Lydeard
Bishops Lydeard est une paroisse civile et un village du Somerset, en Angleterre.